# 목성 얼음 위성 궤도선

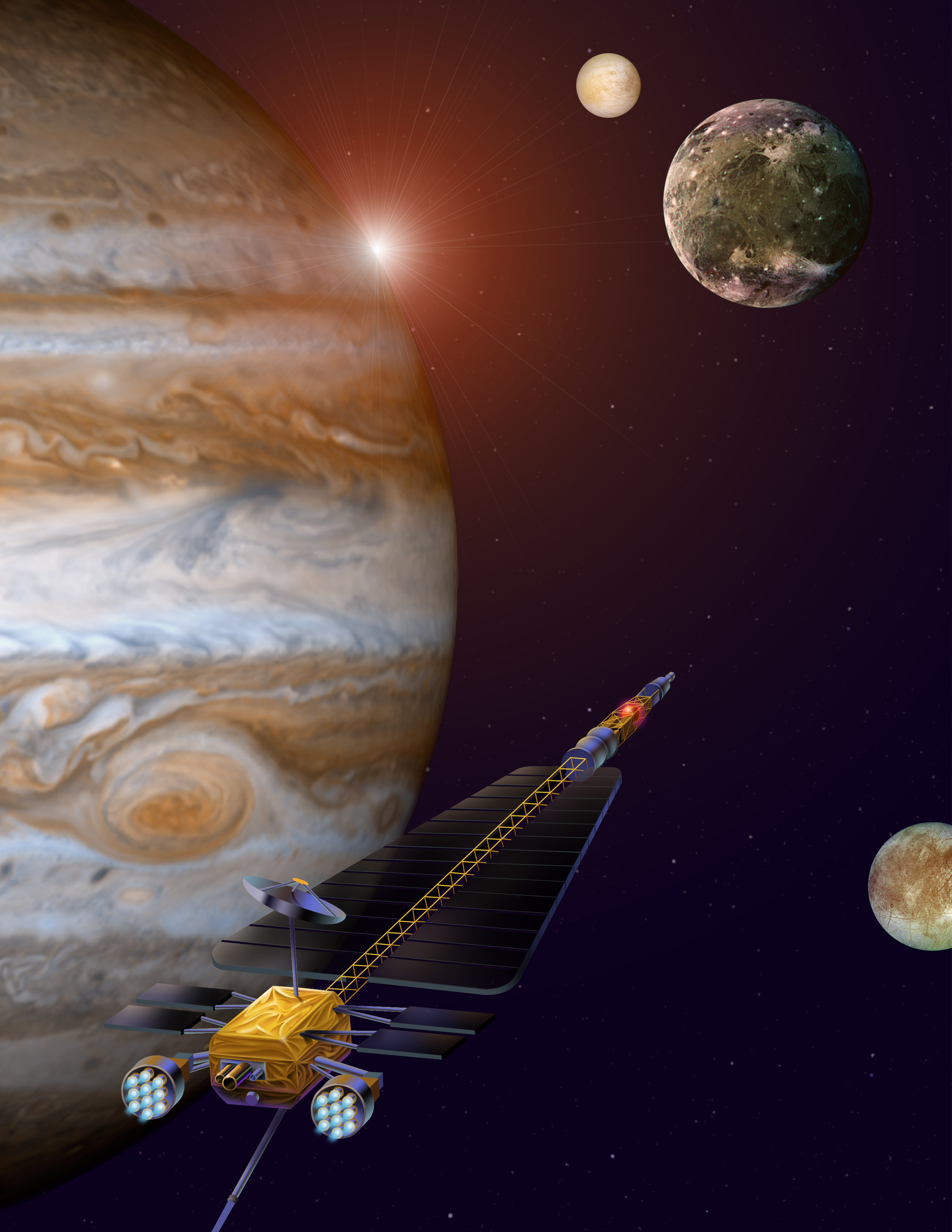
목성 얼음 위성 궤도선의 상상도

목성 얼음 위성 궤도선(영어: Jupiter Icy Moons Orbiter, JIMO)은 목성의 위성들을 탐사하기 위해 추진되었던 미국 항공우주국의 우주 탐사선이다. 주된 탐사 대상은 유로파였으며, 이 곳은 태양계에서 생명이 존재할 가능성이 있기 때문이었다. 가니메데와 칼리스토도 액체의 바다가 존재할 가능성이 있기 때문에, 탐사선을 보내기에 흥미로운 장소였다.

## 우주선

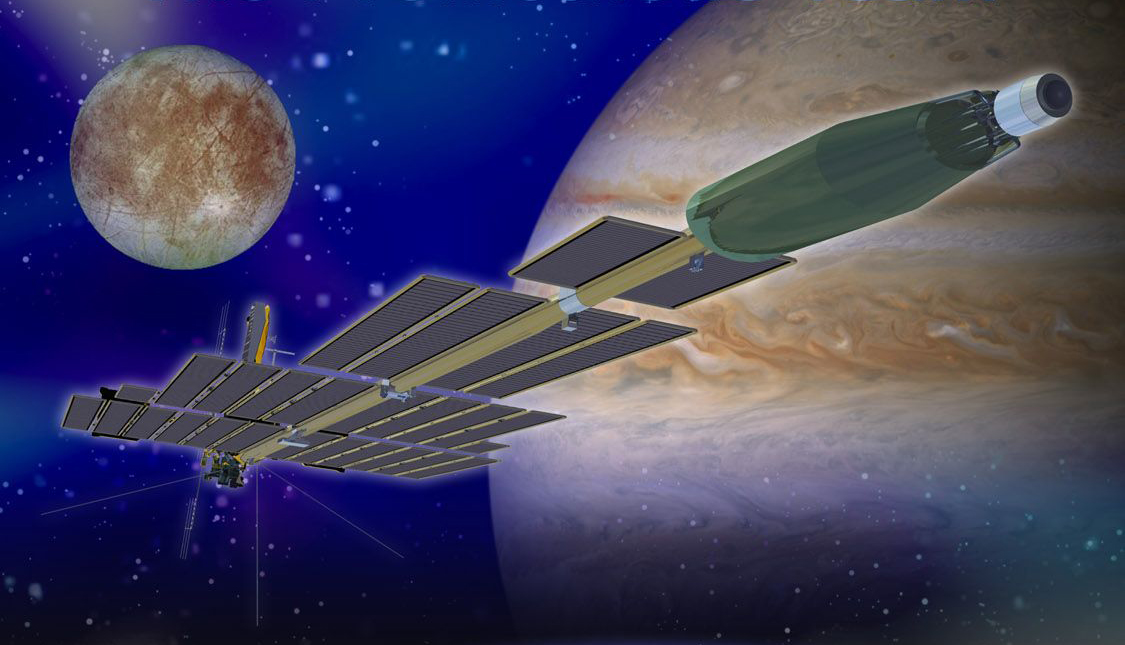
앞에서 본 모습(상상도)

목성 얼음 위성 탐사선은 혁신적인 장치가 많이 실릴 예정이었다. 목성의 위성 사이의 주요 항해 내내 이온 엔진인 HiPEP나 NEXIS 엔진을 사용하고, 소형 원자로를 이용해서 가동시킬 예정이었다.
브레이턴 사이클을 이용해서 열을 전기로 바꾼다. 기존보다 천 배 정도의 출력을 내는 태양 전지(아니면 방사성동위원소 열전기 발전기)를 사용할 예정이었고, 거의 발전기 전체에 필적하는, 얼음을 관통하는 레이다와 강력한 대역폭으로 자료를 보낼 수 있는 송신기를 장착할 예정이었다.
전기 추진력(여덞 개의 이온 엔진과 다양한 크기의 홀 추력기)을 이용해서 목성의 위성 주위의 궤도를 만들고, 현재의 우주선보다 더 철저한 관찰을 할 예정이었다. 이를 위해서는 연료가 한정되 있기 때문에 더 철저한 근접 통과 연습이 필요했다.
원자로는 민감한 우주선의 장비들을 보호하는 강력한 방사선 방패 뒤인, 우주선의 끝 부분에 부착된다. 탐사선이 지구의 궤도를 벗어나기만 해도 원자로가 전기를 공급할 것이며, 그렇기 때문에 궤도에서 빨리 출발해야지만 원자로의 연료를 최대한 아낄 수 있기 때문이다. 이것은 기존 외태양계 임무에 쓰였던 방사성동위원소 열전기 발전기보다는 덜 위험할 것으로 생각된다.
노스럽 그러먼이 록히드 마틴과 보잉 통합 방위 시스템을 제치고 4억 달러의 총체적 설계 계약을 2004년 9월 20일 2008년까지 계약하는 것으로 체결되었다. 별도의 계약이나, 건설, 개별적인 기구들은 나중에 액수가 지정되었다.

## 예비 설계 규격
- 과학 장비: 1,500 kg

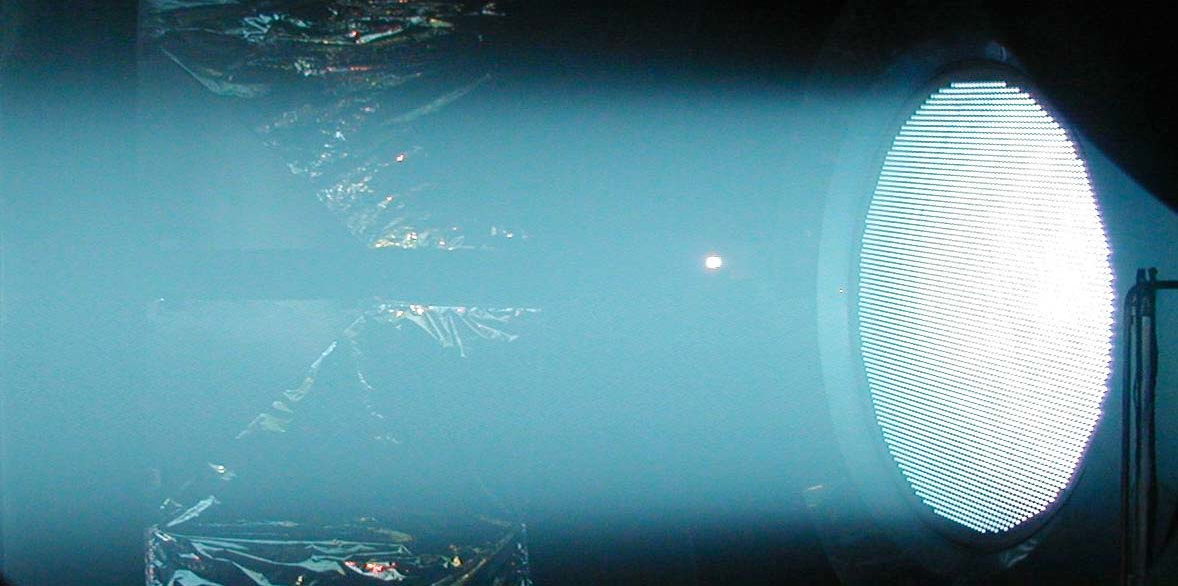
NEXIS 이온 엔진 실험 (2005년)

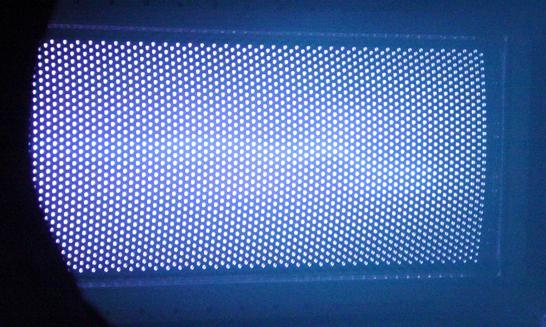
HiPEP 이온 엔진 실험 (2003년)

- 전기 터빈 발전기: 104 kW (440 V AC) 출력인 발전기 여러 개
- 방열판 배치: 표면적 422 m²
- 전기 헤라클레스 이온 추진기: 비추력 7,000(69 kN·s/kg)의 30 kW 고효율 추진기 여러 개
- 중앙 추진기: 고출력, 높은 추진력
- 통신 연결: 10 메가바이트/초 (4×250 와트인 진행파광 증폭기)
- 전개되었을 때의 크기: 58.4 m 길이 × 15.7 m 넓이
- 접었을 때의 크기: 19.7 m 길이 × 4.57 m 넓이
- 예상된 임무 기간: 20년
- 발사 년도: 2017년
- 발사체: 델타 4H
- 비용: 발사 비용 제외 160억 달러[1]

## 임무 계획
발사는 2015년 세 번 발사해 지구 저궤도에서 합체시킨 후, 2015년 8월 말에 목성으로 탐사선을 출발하여 2016년 1월 초까지 가는 것으로 계획되었었다. 비행의 최초 1개월 동안, 탐사선의 주요 목표는 원자로 활성화 및 자세 실험이다. 행성간 비행이 2021년 4월까지 지속될 것이다(이온 엔진은 추진 전체의 3분의 2를 맡는다).
탐사선이 목성의 영향을 받는 곳에 들어가면, 조종이 더 어려워진다. 탐사선은 중력의 도움을 받아 궤도에 진입한다. 탐사선은 칼리스토와 가니메데를 각각 3개월씩 탐사하고 난 다음에 유로파에 머무를 것이다.(이오를 연구하는 계획은 궤도가 맞으면 하기로 계획되었었다). 2025년 9월 임무가 끝날 때쯤에는, 탐사선은 유로파 궤도에 안착해 있을 계획이었다.

## 취소
미국 항공우주국이 유인 탐사를 더 선호하게 되어 임무의 우선순위가 바뀜에 따라, 2005년에 자금 투입 계획을 취소시켰다. 여러 번 발사하여 궤도상에서 조립하는 구조에다가 핵 엔진을 적용하는 것은 너무 야심찬 일로 간주되었다.
이 계획을 추진하던 제트 추진 연구소의 엔지니어들은 2005년 봄에서 여름까지의 기간 동안 해고당하거나 타부서로 전출되었다.
예산을 변경한 결과로, 미국 항공우주국은 지구 가까이에서 원자로 기술을 실험하는 시험 계획을 고려중에 있다. 우주선이 원래 크기보다 작아질 가능성도 있다.
취소되었을 때, 이 계획은 아직 초기 단계에 머물러 있었고, 2017년 이전에 발사하리라고는 예상하지 않았다. 이 계획은 미국 항공우주국의 프로메테우스 계획의 첫 번째 계획으로, 프로메테우스 계획이란 우주선 추진용으로 핵분열을 사용하는 것을 연구하는 것이다.

### 추진된 다른 제안
이후에, 미국 항공우주국과 유럽 우주국은 목성의 위성들을 탐사하기 위해 유로파 목성계 임무를 계획했다. 이 임무 또한 2011년에 취소되었다.
유럽 우주국은 2012년 5월 2일 목성 얼음 위성 탐사선을 다른 2개의 계획 후 별도로 실행하기로 결정했다. 이 계획은 유로파, 칼리스토와 가니메데를 연구하는 계획으로써, 2022년에 아리안 5호로 발사되는 큰 규모의 계획이다.